# Arachis guaranitica
Arachis guaranitica es una especie de planta floral del género Arachis, categorizada en la tribu Dalbergieae, de la subfamilia Faboideae.

## Distribución
Especie nativa de América del Sur: Brasil y Paraguay. Crece en el bioma tropical.

## Taxonomía
Fue descrita por Chodat & Hassl.
Tratamiento taxonómico
La especie aparece registrada y publicada en Bulletin de l'Herbier Boissier. 2, 4: 886 (1904).